# Junya Tanaka
Pour les articles homonymes, voir Tanaka.
Junya Tanaka (田中 順也, Tanaka Junya), né le 15 juillet 1987 à Tokyo, est un footballeur japonais évoluant au poste d'attaquant au Vissel Kobe.

## Biographie
Junya Tanaka joue au Kashiwa Reysol depuis 2009. Il remporte en 2010 le championnat du Japon de deuxième division puis celui de première division en 2011. Il participe à la coupe du monde des clubs 2011 et marque un but lors du barrage contre le Auckland City Football Club, champion d'Océanie.
Le 29 juin 2014, il connaît la consécration en étant officiellement présenté comme recrue du Sporting Clube de Portugal en vue de la saison 2014-2015. Il signe un contrat de 5 ans avec le club lusitanien, et le montant de sa clause libératoire est fixée à 60 millions d'euros.
Il réalise une bonne pré-saison avec le Sporting, inscrivant un total de 5 buts durant les matchs amicaux. Il débloque son compteur contre l'équipe hollandaise du RKSV Achilles ’29 contre laquelle il inscrit un triplé. Il fera également trembler les filets à une reprise contre le FC Utrecht et Al-Ittihad. En matchs officiels, après avoir été convoqué mais sans entrer en jeu lors de la première journée sur la pelouse de l'Académica Coimbra, il effectue ses grands débuts, le 23 août 2014, à l'Estádio José Alvalade XXI contre le FC Arouca alors que le score était encore de 0-0. Sans marquer, il contribua au but victorieux inscrit à la 94e minute : après une remise de la tête d'André Carrillo, il frappe sur le poteau, et Carlos Mané fit trembler les filets dans la continuité de l'action.
Fin décembre 2016, il est transféré au Vissel Kobe.
Il est convoqué avec le Japon pour la Coupe Kirin 2014, où ils vont affronter l'Uruguay (5 septembre 2014) et le Venezuela (9 septembre 2014). Il fut titulaire (et remplacé à la 78e minute) contre l'Uruguay dans un match remporté par les Sud-Américains sur le score de 2 buts à 0.

## Palmarès
- Vainqueur du championnat du Japon de football 2011
- Vainqueur du championnat du Japon de deuxième division 2010
- Vainqueur de la Coupe du Japon de football 2019 avec le  Vissel Kobe
- Vainqueur de la Supercoupe du Japon de football : 2020 avec le  Vissel Kobe